# أراراد
صحيفة «أراراد» (بالأرمنية Արարատ باسم جبل أرارات وبالأحرف اللاتينية Ararad) صحيفة يومية تصدر من الإثنين إلى الجمعة في بيروت، لبنان.
تأسست الجريدة في 12 تشرين الثاني / نوفمبر 1937 بـ اللغة الأرمنية هي الناطق الرسمي باسم حزب الهنشاق في لبنان.